# Skorek pospolity
Skorek pospolity (Forficula auricularia), zwany potocznie „korcem”, „zausznikiem”, „szczypawką” lub „szczypawicą” – gatunek wszystkożernego skorka z rodziny skorkowatych.
W ogrodach poluje na liczne szkodniki m.in. mszyce i małe gąsienice, jednak niekiedy wgryza się w żywe rośliny. Może także upolować muszkę owocówkę (w hodowli). Jest naturalnym wrogiem rybika cukrowego.
Skorki lubią przebywać w ciemnych, lekko wilgotnych przestrzeniach, np. pod ściętym pniem, wykorzystują też budki lęgowe na drzewach, dziuple i gniazda ptaków. Przebywają tam często gromadnie, od kilku do kilkunastu osobników. Samice skorków opiekują się złożonymi jajami. W wypadku zagrożenia i braku możliwości ucieczki skorki grupują się i nieruchomieją.

## Opis
Ciało skorka osiąga długość od 9,5 do 16 mm i przyjmuje barwy brunatną, rudobrązową lub żółtobrunatną z jaśniejszymi brzegami przedplecza i brudnożółtymi odnóżami. Kształt ciała jest wydłużony, jak na przedstawiciela rzędu stosunkowo słabo spłaszczony i dość krępy. Powierzchnia ciała jest nieowłosiona. Głowa jest gładka, o wyraźnie widocznych szwach. Czułki zbudowane są z 14 członów. Występują dwie pary skrzydeł, z których pierwsza wykształcona jest w skórzaste pokrywy (tegimny), a druga błoniasta i ukryta pod pierwszą. Odnóża są dość mocnej budowy. Pygidium samicy jest proste i wąskie, zaś samca małe i zaokrąglone. Przysadki odwłokowe wykształcone są w formie szczypiec o rozszerzonej podstawie. Szczypce samicy mają od 3,5 do 5 mm długości i kształt prawie prosty z zakrzywionym wierzchołkiem. Samce wykazują polimorfizm w wymiarach szczypiec. Osiągają one od 4 do 9 mm długości, są tęższe niż u samicy, silniej wygięte, krawędź wewnętrzną mają powcinaną i z zębem.

### Stadia rozwojowe
Jaja są perłowobiałe, owalne do eliptycznych, w chwili złożenia mają około 1,13 mm długości i 0,85 mm szerokości, ale do chwili wyklucia zwiększają dwukrotnie objętość wskutek absorpcji wody z otoczenia.
Występują cztery stadia larwalne (nimfy), przypominające postać dorosłą. Ich przeciętne długości ciał wynoszą kolejno: 4,2, 6, 9 i 10 mm. Kolejne stadia mają coraz ciemniejsze ubarwienie. Zawiązki skrzydeł stają się widoczne w czwartym stadium.

## Rozprzestrzenienie
Gatunek rodzimy dla Europy, zachodniej części Azji i prawdopodobnie Afryki Północnej. Do Ameryki Północnej zawleczony został na początku XX wieku i współcześnie rozprzestrzeniony jest w większej części kontynentu. F. auricularia tworzy w Ameryce Północnej dwa odizolowane rozrodczo gatunki bliźniacze. Populacje z chłodnego klimatu kontynentalnego, wydające zwykle jedno pokolenie rocznie określane są jako gatunek „A”, a populacje z cieplejszych klimatów, wydające dwa pokolenia rocznie określane są jako gatunek „B”. Skorek ten zawleczony został również na Grenlandię.